# سانتیاگو سالکدو
سانتیاگو سالکدو (۶ سپتامبر ۱۹۸۱) یک بازیکن فوتبال اهل پاراگوئه است. وی در تیم ملی فوتبال پاراگوئه بازی کرده است.